# Pseudohypaspidius correroi
Pseudohypaspidius correroi är en skalbaggsart som beskrevs av Soula 2002. Pseudohypaspidius correroi ingår i släktet Pseudohypaspidius och familjen Rutelidae. Inga underarter finns listade i Catalogue of Life.